# Erotas sti hourmadia
Erotas sti hourmadia é um filme de drama grego de 1990 dirigido e escrito por Stavros Tsiolis. Foi selecionado como representante da Grécia à edição do Oscar 1991, organizada pela Academia de Artes e Ciências Cinematográficas.

## Elenco
- Argyris Bakirtzis - Panagiotis
- Lazaros Andreou - Giannis
- Dora Masklavanou
- Vina Asiki - Filitsa